# Průlivové osady
Průlivové nebo Úžinové osady (anglicky Straits Settlements) byla skupina britských kolonií v jihovýchodní Asii, jejíž název odkazoval na strategicky významnou Malackou úžinu, přes kterou vede mnoho námořních cest. Prvotně byly ustanoveny jako součást území pod kontrolou Britské Východoindické společnosti, od roku 1867 pak byly majetkem britské koruny jako tzv. korunní kolonie. V letech 1942 až 1945 území okupovalo Japonsko. Kolonie byla zrušena v roce 1946 v rámci procesu reorganizace britských držav ve Východní Indii po skončení 2. světové války.
Kolonie sestávala z počátku ze tří oddělených území: Malaka, Penang, Singapur. Později byl připojen region Dinding, Kokosové ostrovy, Vánoční ostrov a Labuan. V současnosti většina území náleží Malajsii, zatímco Singapur je nezávislý ostrovní stát a Kokosové a Vánoční ostrovy spadají pod správu Austrálie.

## Úžinové osady
- Malaka
- Penang (včetně přilehlé části pevniny, tzv. Wellesleyho provincie)
- Singapur
- Dinding (od roku 1874, bez významnější ekonomického potenciálu a významu)
- Vánoční ostrov (od roku 1886)
- Kokosové ostrovy (od roku 1886)
- Labuan (od roku 1907)